# Могильницкий, Борис Георгиевич
Бори́с Гео́ргиевич Могильницкий (18 апреля 1929, Киев, Украинская ССР, СССР — 9 июля 2014, Томск, Россия) — советский и российский историк, специалист по историографии и методологии истории. Доктор исторических наук (1967),  профессор. Заслуженный деятель науки Российской Федерации (1997). Почётный работник высшего профессионального образования Российской Федерации (1998).

## Биография
Родился 18 апреля 1929 года в Киеве в семье инженера Георгия Николаевича Могильницкого (1900—1987) и его супруги, врача-педиатра Берты Борисовны Столпер (1898—1988). Младший брат — Леонид Могильницкий (1931—1990), врач-психиатр. После начала Великой Отечественной войны семья была эвакуирована в Барнаул, где в 1946 году Борис с серебряной медалью окончил школу. 
В 1951 году с отличием окончил историческое отделение историко-филологического факультета Томского государственного университета. После окончания университета преподавал историю в Томском областном музыкальном училище. В 1954—1955 годах — старший преподаватель кафедры истории Томской областной партийной школы. В 1955 году непродолжительное время работал ассистентом кафедры максизма-ленинизма Томского медицинского института.  
В 1955—1961 годах — ассистент, старший преподаватель, доцент кафедры всеобщей истории Томского государственного университета. С 1961 года — доцент кафедры древней и средней истории (в дальнейшем — кафедры истории древнего мира и средних веков).
В 1958 году в Московском государственном университете под руководством доктора исторических наук А. И. Данилова защитил диссертацию на соискание учёной степени кандидата исторических наук по теме «Д. М. Петрушевский как историк западноевропейского феодализма». 
С 1963 по 1965 годы являлся заместителем деканата историко-филологического факультета Томского государственного университета. В 1967—2009 годах — профессор, заведующий кафедрой истории древнего мира и средних веков ТГУ (в дальнейшем — кафедрой истории древнего мира, средних веков и методологии истории).
В 1967 году в ТГУ защитил диссертацию на соискание учёной степени доктора исторических наук по теме «Политические и методологические идеи русской либеральной медиевистики середины 70-х гг. XIX в. — начала 900-х гг.» и опубликовал одноимённую монографию.
В 1968—1972 годах — декан историко-филологического факультета Томского государственного университета, а в 1974—1980 годах — декан исторического факультета ТГУ.
После ухода с должности заведующего кафедрой до конца жизни оставался её сотрудником в качестве профессора. Умер в Томске 9 июля 2014 года.

## Научно-педагогическая деятельность
Первоначально научные интересы Могильницкого были связаны с творчеством русских историков-медиевистов, выбор темы был обусловлен относительно невысоким уровнем идеологического контроля. Опубликовал ряд статей о выдающихся русских историках европейского средневековья. В кандидатской диссертации Могильницкий выявил и проанализировал позитивный исследовательский опыт дореволюционных отечественных медиевистов. В дальнейшем сосредоточился на изучении политических и теоретико-методологических взглядов русских медиевистов. В докторской диссертации ввёл в научный оборот понятие «социально-экономическое направление в русской историографии всеобщей истории» и проанализировал эволюцию этого направления в контексте российской исторической науки конца XIX – начала XX века. Исследования Могильницкого способствовали преодолению негативного отношения к теоретическим концепциям, разработанным русскими историками в начале XX века, характерному для советской историографии.
В дальнейшем научные интересы Могильницкого сосредоточились на изучении идейно-теоретических проблем современной ему англо-американской и немецкой историографии и методологии истории, включая основные тенденции её развития. Выступал за преодоление конфронтационного подхода к западной историографии в советской исторической науке и установление с ней научного диалога.
В качестве преподавателя читал курсы по истории средних веков, истории западных и южных славян в средние века, методологии и историографии всеобщей истории, методологическим проблемам исторической науки, а также спецкурсы по истории немарксистской исторической мысли и истории европейского средневековья. Руководил спецсеминарами по истории исторической мысли с Античности до настоящего времени. Является автором одного из первых в СССР учебника по методологии истории для вузов.
На протяжении многих лет являлся председателем диссертационного совета по историческим наукам при Томском государственном университете. Подготовил 10 докторов и 47 кандидатов наук.

## Общественно-политическая деятельность
В 1953—1991 годах состоял в КПСС. Неоднократно избирался членом партийного бюро факультета и партийного комитета Томского государственного университета, дважды — заместителем секретаря парткома университета.

## Семья
Жена — Калерия Ивановна Могильницкая (в девичестве Зайцева) (1928—2004), доктор экономических наук, работала профессором кафедры политэкономии экономического факультета Томского государственного университета. 
Сын — Сергей (1951—2019), кандидат физико-математических наук, работал на кафедре общей физики Томского политехнического университета, возглавлял информационно-аналитическое управление вуза.

## Награды
- Орден «Знак Почёта» (1981)
- Медаль «За трудовое отличие» (1976)
- Медаль «В ознаменование 100-летия со дня рождения Владимира Ильича Ленина» (1970)
- Медаль «Ветеран труда» (1985)
- Медаль «За заслуги перед Томским государственным университетом» (1998)

Почётные звания
- Заслуженный деятель науки Российской Федерации (1997)
- Почётный работник высшего профессионального образования Российской Федерации (1998)
- Действительный член Академии социальных наук (1994)
- Заслуженный профессор Томского государственного университета

Премии
- Премия Томского государственного университета (1969)

## Научные труды

### Диссертации
- Могильницкий Б. Г. Д. М. Петрушевский как историк западно-европейского феодализма: Автореф. дис. ... канд. ист. наук / МГУ — Москва, 1958. 14 с.
- Могильницкий Б. Г. Политические и методологические идеи русской либеральной медиевистики середины 70-х гг. XIX в. — начала 900-х гг.: Автореф. дис. ... докт. ист. наук / Томский гос. ун-т — Томск, 1967. 36 с.

### Монографии
- Могильницкий Б. Г. Политические и методологические идеи либеральной медиевистики середины 70-х годов XIX в. — начала 900-х годов. Томск, 1969. 408 с.
- Могильницкий Б. Г. О природе исторического познания. Томск, 1978. 233 с.
- Могильницкий Б. Г. и др. Развитие общественных и гуманитарных наук в Томском университете (1880—1980). Томск, 1980. 140 с.
- Могильницкий Б. Г., Николаева И. Ю., Гульбин Г. К. Американская буржуазная «психоистория»: критический очерк. Томск, 1985. 271 с.
- Могильницкий Б. Г. и др. Историческая наука: вопросы методологии. Москва, 1986. 261 с.
- Могильницкий Б. Г. и др. К новому пониманию человека в истории: очерки развития современной западной исторической мысли. Томск, 1994. 225 с.
- Могильницкий Б. Г. и др. Историческая наука и историческое сознание. Томск, 2000. 234 с.
- Могильницкий Б. Г. и др. Методологический синтез: прошлое, настоящее, возможные перспективы. Томск, 2002. 202 с.

### Учебные пособия
- Могильницкий Б. Г. Введение в методологию истории. Москва, 1989. 175 с.
- Могильницкий Б. Г. История исторической мысли XX века. Том 1. Кризис историзма. Томск, 2001. 210 с.
- Могильницкий Б. Г. История исторической мысли XX века. Том 2. Становление «новой исторической науки». Томск, 2003. 177 с.
- Могильницкий Б. Г. История исторической мысли XX века. Том 3. Историографическая революция. Томск, 2008. 553 с.